# Tiburones Rojos de Coatzacoalcos
Para el equipo desaparecido de Segunda División, véase Atlético Coatzacoalcos.
Este equipos es distinto de Atlético Veracruz, Atlético Coatzacoalcos y Tiburones Rojos de Veracruz Premier.
El Club Deportivo Tiburones Rojos de Coatzacoalcos fue un equipo de fútbol de la ciudad de Coatzacoalcos, que participaba en la Primera División 'A' de México.

## Historia
El equipo nació de la franquicia de Lagartos de Tabasco al ser comprado por el club Tiburones Rojos de Veracruz.
El 18 de junio de 2008 luego de concluido el draft de la Primera "A" se anunció que el club lo compró el Pachuca.
El 10 de diciembre de 2008 se informó que la franquicia que operaba con el nombre de Tiburones Rojos de Coatzacoalcos, se mudaría a partir del Torneo Clausura 2009 de la Primera División “A” a la ciudad de Orizaba con el nombre de Albinegros de Orizaba.

## Estadio
Fue remodelado en 2003 para estar apto para la Primera A donde fue sede de los Delfines de Coatzacoalcos.

### Primer partido
| Tipo de Encuentro | Local         | R=  | Visitante         | Estadio                |
| ----------------- | ------------- | --- | ----------------- | ---------------------- |
| Amistoso          | Veracruz      | 2-0 | Coatzacoalcos     | Luis "Pirata" Fuente   |
| Amistoso          | Coatzacoalcos | 1-2 | Defensor Sporting | Rafael Hernández Ochoa |
| Oficial           | Coatzacoalcos | 1-0 | Monterrey A       | Rafael Hernández Ochoa |

## Estadísticas
| Temp.         | Juegos | G  | E  | P  | GF | GC | Dif | Pts | Posición | Fase Final       |
| ------------- | ------ | -- | -- | -- | -- | -- | --- | --- | -------- | ---------------- |
| Apertura 2006 | 17     | 7  | 5  | 5  | 27 | 22 | 5   | 26  | 4° GB    | Cuartos de final |
| Clausura 2007 | 17     | 8  | 4  | 5  | 25 | 21 | 4   | 28  | 4° GB    | Cuartos de final |
| Apertura 2007 | 17     | 6  | 5  | 6  | 21 | 24 | -3  | 23  | 8° GB    | No calificó      |
| Clausura 2008 | 17     | 8  | 6  | 3  | 21 | 18 | 3   | 30  | 1° GB    | Semifinal        |
| Apertura 2008 | 16     | 4  | 7  | 5  | 14 | 16 | -2  | 19  |          |                  |
| Totales       | 68     | 29 | 20 | 19 | 94 | 85 | 9   | 107 |          |                  |

### Máximos anotadores
- Pablo Granoche: 23
- Enrique Seccafien: 10
- Hector Mancilla: 8